# ブラックバーン バフィン

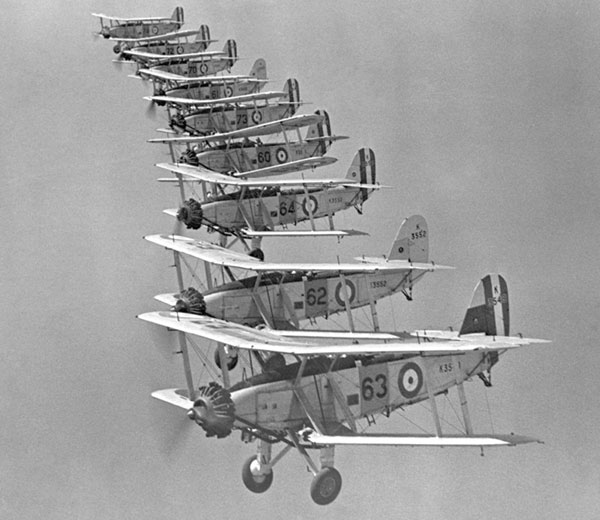
編隊を組むイギリス艦隊航空隊のバフィン

ブラックバーン バフィン（Blackburn Baffin）は、第一次世界大戦と第二次世界大戦の間にイギリス海軍で採用された複葉の艦上雷撃機である。製造はブラックバーン・エアクラフト社で、非力だったため不評だったブラックバーン リポンの強化改良型として1932年に初飛行した。リポンとの主な相違点は、エンジンが水冷のネイピア・ライオンから空冷のブリストル・ペガサスに換装されたところである。
1934年から使用が開始されたが2年程運用された後にブラックバーン シャークやフェアリー ソードフィッシュに置き換えられ退役した。イギリス以外では、ニュージーランドで少数機が利用された。最後の機体は1941年まで現役であった。

## スペック
- 乗員 2名
- 全長：11.68 m
- 全幅：13.67 m
- 全高：3.91 m
- 全備重量：3,459 kg
- エンジン：ブリストル ペガサス ＩＭ3 空冷9気筒エンジン (565 hp) × 1
- 最大速度：219 km/h
- 実用上限高度：4,570 m
- 航続距離：789 km
- 武装
  - 7.7 mm 機関銃 × 2
  - 魚雷 × 1